# Reprezentacja Kanady na Mistrzostwach Świata w Narciarstwie Klasycznym 2007
Reprezentacja Kanady na Mistrzostwach Świata w Narciarstwie Klasycznym 2007 liczyła 17 sportowców. Najlepszym wynikiem było 6. miejsce w sprincie drużynowym mężczyzn.

## Medale

### Złote medale
Brak

### Srebrne medale
Brak

### Brązowe medale
Brak

## Wyniki

### Biegi narciarskie mężczyzn
Sprint
- Sean Crooks – 30. miejsce (odpadł w kwalifikacjach)
- Devon Kershaw – 38. miejsce (odpadł w kwalifikacjach)
- Stefan Kuhn – 39. miejsce (odpadł w kwalifikacjach)
- Phil Widmer – 63. miejsce (odpadł w kwalifikacjach)

Sprint drużynowy
- Devon Kershaw, Drew Goldsack – 6. miejsce

Bieg na 15 km
- Brian Mckeever – 21. miejsce
- Drew Goldsack – 59. miejsce
- Devon Kershaw – 68. miejsce
- George Grey – 70. miejsce

Bieg na 30 km
- George Grey – 25. miejsce
- Dan Roycroft – 37. miejsce
- Brian Mckeever – 39. miejsce
- Stefan Kuhn – 38. miejsce

Bieg na 50 km
- Dan Roycroft – 29. miejsce
- Brian Mckeever – 33. miejsce

Sztafeta 4 × 10 km
- Devon Kershaw, George Grey, Dan Roycroft, Drew Goldsack – 11. miejsce

### Biegi narciarskie kobiet
Sprint
- Chandra Crawford – 32. miejsce (odpadła w kwalifikacjach)
- Sarah Daitch – 46. miejsce (odpadła w kwalifikacjach)
- Daria Gaiazova – 52. miejsce (odpadła w kwalifikacjach)

Sprint drużynowy
- Chandra Crawford, Sarah Daitch – 15. miejsce

Bieg na 10 km
- Daria Gaiazova – 47. miejsce
- Tasha Betcherman – 50. miejsce
- Chandra Crawford – 59. miejsce
- Sarah Daitch – 61. miejsce

Bieg na 15 km
- Daria Gaiazova – 46. miejsce
- Tasha Betcherman – 51. miejsce

Bieg na 30 km
- Daria Gaiazova – 40. miejsce
- Tasha Betcherman – 43. miejsce

Sztafeta 4 × 5 km
- Chandra Crawford, Tasha Betcherman, Sarah Daitch, Daria Gaiazova – 16. miejsce

### Kombinacja norweska
Sprint HS 134 / 7,5 km
- Max Thompson – 41. miejsce

HS 100 / 15.0 km metodą Gundersena
- Max Thompson – 47. miejsce

### Skoki narciarskie
Normalna skocznia indywidualnie HS 100
- Stefan Read – 37. miejsce
- Graeme Gorham – odpadł w kwalifikacjach

Duża skocznia indywidualnie HS 134
- Gregory Baxter – 42. miejsce
- Stefan Read – 44. miejsce
- Graeme Gorham – odpadł w kwalifikacjach
- Trevor Morrice – odpadł w kwalifikacjach

Duża skocznia drużynowo HS 134
- Trevor Morrice, Graeme Gorham, Gregory Baxter, Stefan Read – 12. miejsce